# Schlacht bei Aspern
Sacile – Teugn-Hausen – Weichselfeldzug – Raszyn – Abensberg – Landshut – Eggmühl – Regensburg – Neumarkt – Ebelsberg – Piave – Aspern – Sankt Michael – Stralsund – Bergisel – Raab/Győr – Graz – Wagram – Korneuburg – Stockerau – Gefrees – Hollabrunn (Schöngrabern) – Znaim – Walcheren – Schlacht an der Baskischen Reede

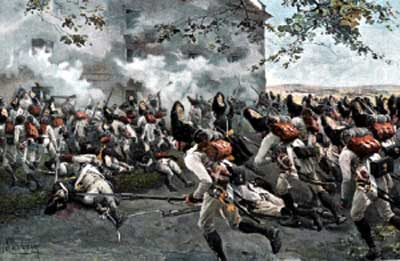
Schlacht bei Aspern, Historiengemälde

Die Schlacht bei Aspern (auf Französisch Bataille d’Essling, also Schlacht bei Essling genannt) fand im Fünften Koalitionskrieg am 21. und 22. Mai 1809 zwischen französischen und österreichischen Truppen bei den Orten Aspern und Essling (damalige Schreibweise Eßling) östlich von Wien statt. Sie gilt als erste bedeutende Niederlage Napoleons auf dem Schlachtfeld.

## Geographische Lage
Aspern liegt am linken Donauufer, damals dicht an einem schmalen Arm des Flusses. Der Ortsrand des benachbarten Eßling im westlichen Marchfeld lag zirka 500 Meter vom Fluss entfernt. Die Entfernung beider Orte war mit einer halben Stunde Fußmarsch zu bemessen. Östlich und nördlich Eßlings breitet sich das Marchfeld aus, das im Westen vom Bisamberg begrenzt wird.

## Militärische Ausgangsposition
Der österreichische Oberbefehlshaber Erzherzog Karl hatte sich nach der unglücklichen Schlacht von Regensburg über Böhmen zur Donaulinie zurückgezogen. Am 16. Mai hatte sich das 1., 5. und 6. Korps seiner Armee nordöstlich von Wien am Bisamberg mit Front gegen Nußdorf versammelt, das 2. und 4. Korps sowie die Kavallerie-Reserve unter Fürst Liechtenstein lagen östlicher bei Gerasdorf bis südlich von Pillichsdorf.
Ohne ihre Reserven – das noch entfernter stehende 3. Korps (FML Kolowrat) und das Wien beobachtende 5. Korps (Erzherzog Ludwig, später FML Fürst Reuß) – zählte die österreichische Armee etwa 98.000 Mann, davon 14.300 Reiter. Karl und sein Generalstabschef von Wimpffen waren entschlossen, den strategisch wichtigen Punkt, an dem sich die Straßen nach Böhmen, Mähren und Ungarn vereinigen, gegen Napoleons Angriff zu verteidigen. Die Streitmacht Österreichs erwartete den französischen Angriff in einer Stellung nördlich der Donau.
Die französische Armee war am 13. Mai in Wien eingerückt und konzentrierte etwa 90.000 Mann am rechten Ufer der Donau, um den Übergang vorzubereiten. Dem österreichischen Major Johann Freiherr von O’Brien gelang es am Tag der Einnahme Wiens durch die Franzosen, mit wenigen Soldaten bei Jedlesee deren ersten improvisierten Brückenkopf zu beseitigen. Dies ermöglichte eine geordnete Aufstellung des österreichischen Heeres nördlich Wiens. Der gleichzeitige Widerstand der österreichischen Verteidiger in Malborgeth und am Predil-Pass verhinderte ein schnelles Vorrücken der von Süden durch Kärnten vorstoßenden Truppen des italienischen Vizekönigs Eugen Beauharnais, was sich entscheidend auf den späteren Kriegsverlauf an der Donau auswirken sollte.
Napoleon war entschlossen, den Donauübergang und damit die unmittelbare Konfrontation mit den Streitkräften Erzherzog Karls zu wagen. Aufgrund der Struktur der französischen Armee war es nicht vorgesehen, einen umfangreichen Tross mitzuführen, was sich angesichts der Notwendigkeit zur Errichtung von Brücken über die noch Hochwasser führende Donau sowie deren Nebenarme sehr nachteilig auswirkte. Man musste sich also mit Pontonbrücken als Notbehelf, bestehend aus requirierten Booten sowie willkürlich verwendetem Holz aus den Gebäuden der Umgebung, begnügen. Angesichts dieser Ausgangslage erschien der Entschluss Napoleons zum unverzüglichen Vorrücken über die damalige Insel Lobau nach Norden äußerst riskant. Die Lobau diente dabei als Aufmarschraum, wodurch Erzherzog Karl trotz der dichten Vegetation auf der Donauinsel die offensiven Absichten der Franzosen frühzeitig erkennen konnte. Als Übergangspunkt wählte Napoleon diejenige Stelle, an der – etwa eine Meile unterhalb Wiens – die (damalige) Insel Lobau von zwei Armen der Donau umschlossen wurde. Am Mittag des 20. Mai begannen die Franzosen den Übergang über den nördlichen Flussarm und besetzten die Dörfer Aspern und Essling.

## Verlauf der Schlacht

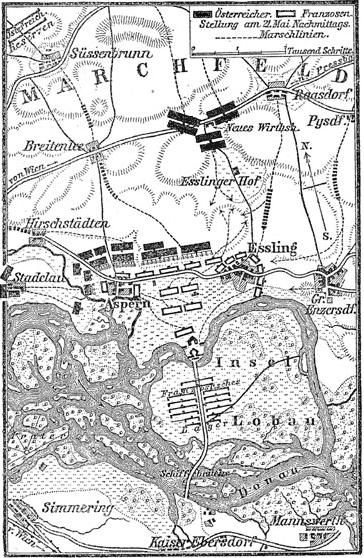
Schlacht bei Aspern am 21. Mai 1809 nachmittags

### 21. Mai
Am Morgen des 21. Mai hatten die Infanterie-Divisionen der Generale Molitor, Legrand und Boudet, die leichte Reiter-Division unter Lasalle und die Kürassier-Division unter Espagne mit zusammen 27 Bataillonen und 38 Schwadronen (etwa 24.000 Mann und 5.500 Reiter) den Übergang vollzogen. Bis zum Höhepunkt der Schlacht am ersten Tag wurde Napoleon auf 27.000 Mann und 9.300 Reiter verstärkt, die Österreicher konnten ihm daher sofort mit fünf Korps (108 Bataillone und 141 Eskadronen mit 84.550 Mann, 14.300 Reiter und 292 Geschützen) überlegen entgegentreten.
Gegen 9:00 Uhr vormittags leiteten die Divisionen Boudet und Legrand am äußersten rechten Flügel des französischen Brückenkopfes durch ihren Vorstoß auf Groß-Enzersdorf die ersten Vorkämpfe des Tages ein. Bis zum Nachmittag hatten sich die Franzosen durch laufenden Nachzug vom südlichen Donauufer auf über 30.000 Mann verstärkt. Marschall Massénas (4. Korps) hatte in Erwartung des österreichischen Gegenangriffes rund um Aspern zusammen mit dem 2. Korps unter Lannes bei Eßling starke Schanzen aufgebaut, dazwischen sicherte die Reiterei unter Marschall Bessières. Um 11.30 begann das österreichische 6. Korps mit seiner Avantgarde-Brigade unter Generalmajor Nordmann den Vormarsch von Stammersdorf über Kagran südwärts auf Aspern, um die dort haltenden Franzosen zu vertreiben.
Erzherzog Karl versuchte, die Franzosen mitten im Aufmarsch mit der überlegenen Masse seiner Truppen anzugreifen. Ziel war es, den Gegner über die Donau zurückzuwerfen, die Übergangsbrücken zu zerstören und das Flussufer mit Artillerie zu besetzen. Erst als das österreichische 6. Korps unter FML Johann von Hiller den Angriff auf Aspern begann, war der Aufmarsch des österreichischen 1. Korps im Raum Hirschstetten abgeschlossen. In drei Treffen gegliedert, unterstützte das 1. Korps unter Feldmarschall von Bellegarde von Norden her den Angriff Hillers auf Aspern. Die Verteidigung von Aspern lag in den Händen der französischen Divisionen Molitor und Legrand. Die Brigade Nordmann gewann die Brücke über das Altwasser und erhielt in der Gemeinde-Au vorgehend starkes Flankenfeuer. Erst nach stundenlangem Häuserkampf und nachdem ein französischer Kavallerieangriff an der österreichischen Infanterie gescheitert war, gelang es dem österreichischen rechten Flügel, die Franzosen aus Aspern hinauszudrängen, was vor allem auf den Angriffsgeist Hillers zurückzuführen war, der später dafür zum Feldzeugmeister befördert wurde.
Nach der Besetzung von Groß-Enzersdorf begann der Angriff des österreichischen linken Flügels auf die französische Division Boudet, welche die Linien vor Eßling hielt. Der Angriff des 4. Korps unter FML von Rosenberg scheiterte trotz starker Artillerieunterstützung. Derweil hatte auch die französische Division Carra St. Cyr ihren Übergang über die Lobau vollzogen, sicherte Massénas linke Flanke in der Mühlau und stützte danach die Division Boudet bei Eßling.
Im Zentrum des Schlachtgeschehens hatte das österreichische 2. Korps unter dem Fürsten von Hohenzollern seinen Aufmarsch südöstlich von Breitenlee erst gegen 16 Uhr vollzogen. Der zwischen der Kolonne Hohenzollern und Rosenberg erfolgte Aufmarsch des österreichischen Kavalleriekorps (5500 Reiter) unter dem General der Kavallerie Fürst von Liechtenstein war schlecht abgestimmt, infolge falscher Anweisungen ritt das zweite Treffen in das erste hinein, die Ordnung war zunächst nicht wiederherzustellen. Die beiden dahinter liegenden Grenadierdivisionen ließ Erzherzog Karl am ersten Tag noch nicht am Kampf teilnehmen. Gegen 17 Uhr umspannte die österreichische Armee den französischen Brückenkopf nördlich der Lobau in einem weiten Bogen.
Aspern wechselte während des Tages nochmals seinen Besitzer, doch alle Versuche der Franzosen, das Dorf den Truppen Hillers wieder zu entreißen, misslangen. FML Hiller hatte beim Kampf um die Kirche von Aspern den Pfarrhof einreißen lassen, um seinen Truppen bessere Verteidigungspositionen zu verschaffen. Die französische Kavallerie versuchte zweimal, Aspern vom Osten her zurückzuerobern, scheiterte aber trotz massiven Anstürmens am Abwehrfeuer der österreichischen Division unter FML Fresnel. Als dabei General Espagne fiel und selbst die schweren Kürassiere unter Bessieres in Unordnung gerieten, fluteten die Franzosen schließlich zurück. Erst um 22 Uhr nachts hörte das letzte Schießen auf; dabei scheiterten wiederholte Angriffe des österreichischen linken Flügels auf Eßling.
Erzherzog Karl verbrachte die Nacht in Breitenlee. Erstmals war es gelungen, einen Angriff Napoleons abzuweisen. Er glaubte fälschlicherweise, mit der gesamten französischen Streitmacht konfrontiert gewesen zu sein, und wusste nichts von der zeitweiligen Zerstörung der Hauptverbindung zum anderen Donauufer. In der Nacht ließ Napoleon, nachdem die von den österreichischen Pionieren unter Hauptmann Friedrich von Magdeburg (1781–1810) beschädigte Hauptbrücke wiederhergestellt war, den größten Teil seines Heeres über die Lobau nachziehen und wollte am nächsten Tag die Entscheidung erzwingen. Napoleon ging um ein Uhr morgens schlafen und stand um vier Uhr wieder auf.

### 22. Mai

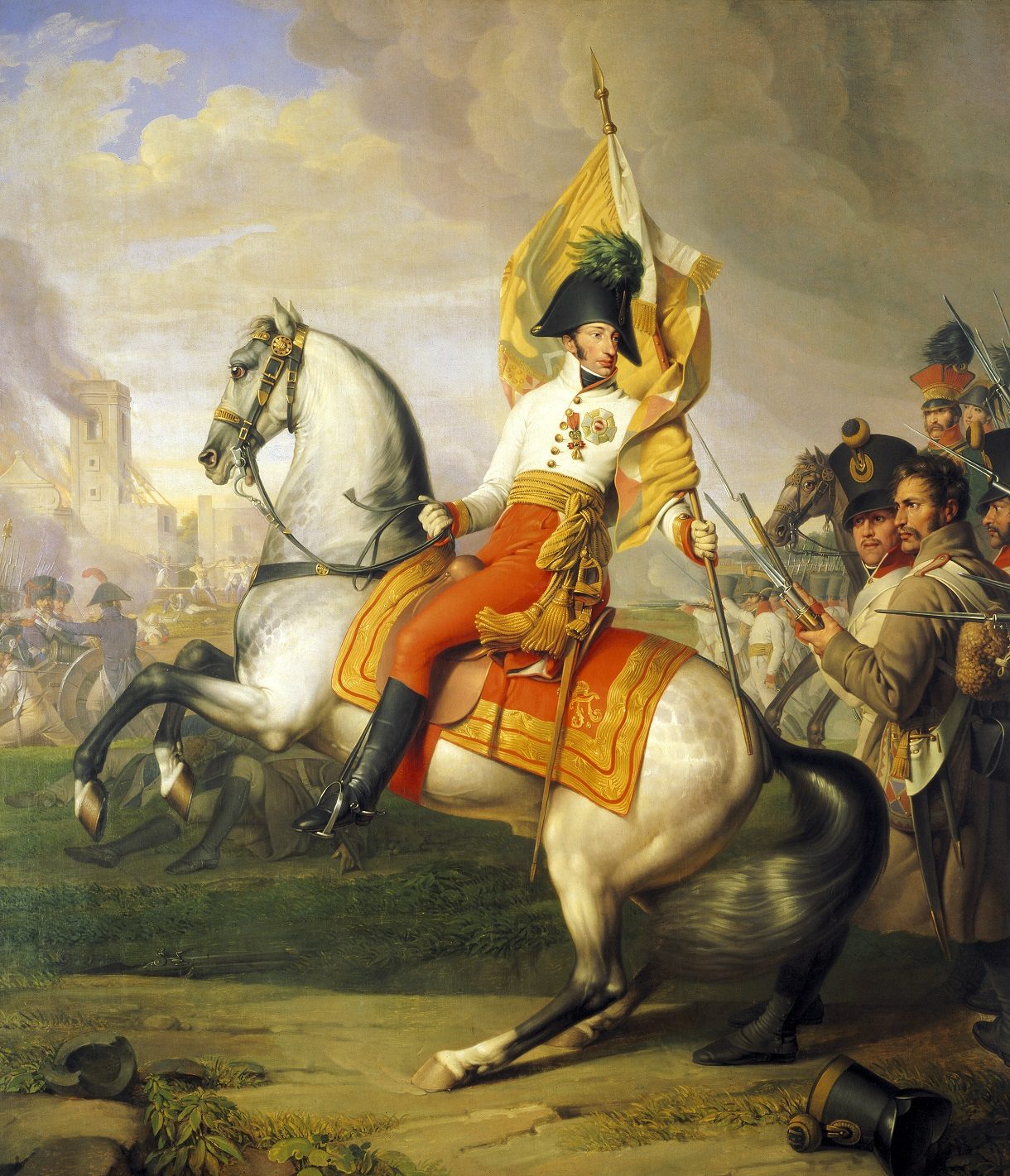
Johann Peter Krafft: Erzherzog Karl von Österreich in der Schlacht bei Aspern (Heeresgeschichtliches Museum Wien)

Am Morgen des 22. Mai begann der Kampf von neuem. Die Franzosen hatten sich in der Nacht durch das Nachziehen von 34.000 Mann Infanterie und 1.300 Reitern auf etwa 68.000 Mann und 11.700 Reiter verstärken können, die Österreicher waren aber – auch unter Berücksichtigung der Verluste des Vortages – noch immer zahlenmäßig überlegen. Es ging wieder um den Besitz der beiden Dörfer Eßling und Aspern; die Österreicher unter Klenau und Dedovich versuchten, ersteres zu nehmen, die französischen Divisionen der Generale Carra Saint Cyr und Legrand versuchten, zweiteres zurückzuerobern.
Das österreichische 1. Korps unter Bellegarde hatte bereits zur Entlastung des Zentrums seinen linken Flügel erheblich nach Osten verlängert. Erzherzog Karl beließ zur Verstärkung des Korps Hiller bei Aspern nur die Brigade Wacquant der Division des FML Ulm und übertrug an Generalmajor von Bianchi die Verteidigung von Aspern. Am Morgen erneuerten Massénas Truppen ihre Angriffe. Als die Franzosen durch Fortschritte in der Mühlau zu einem gefährlichen Flankenstoß ansetzten, mussten sich die Österreicher wieder auf den Friedhof und den Pfarrhof von Aspern zurückziehen.
Am linken Flügel der Österreicher hatte das Korps Rosenberg am frühen Morgen den Befehl erhalten, endlich Eßling zu stürmen. Den massiv angesetzten Angriff hatte frontal die Kolonne unter FML Dedovich (etwa 9000 Mann) zu führen, die Division des FML de Rohan unterstützte von der Flanke, weiter links versuchte die Division unter Fürst von Hohenlohe-Bartenstein, gegen die Allee in den Rücken des Gegners zu stoßen. Der Angriff des 4. Korps war von den Franzosen erwartet worden und wurde unter schweren Verlusten abgewiesen. Unweit des Eßlinger Ziegelofens war das neu übergesetzte französische Grenadierkorps unter Oudinot als Reserve postiert worden.

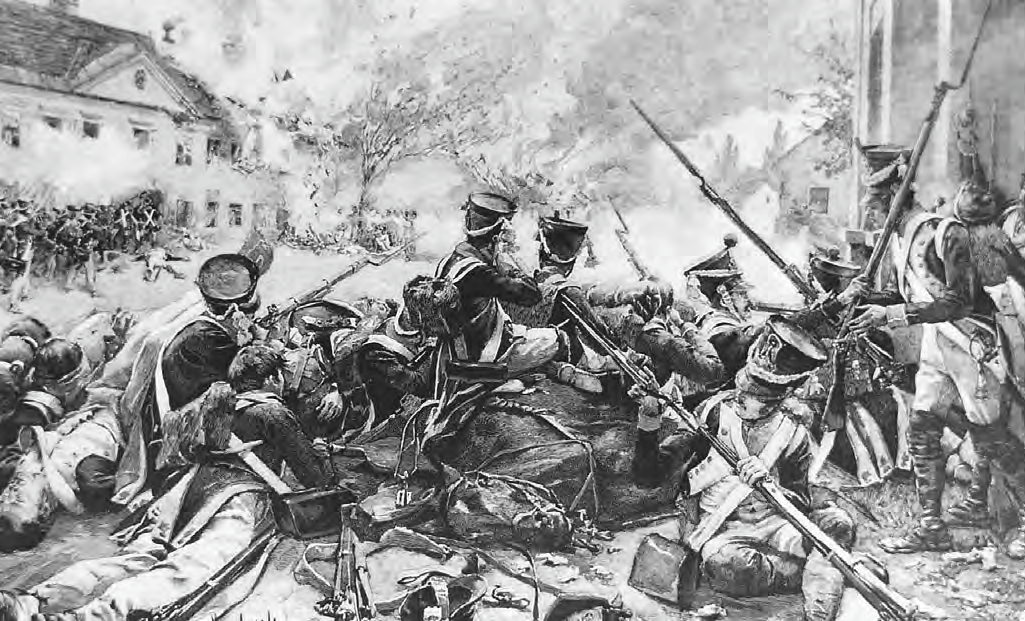
Felician Myrbach: Französische Infanterie verteidigt sich in den Straßen Eßlings gegen vorrückende Österreicher.

Napoleon setzte jetzt, während sein rechter Flügel Eßling verteidigte und sein linker wieder in Aspern eindringen konnte, seinen Hauptstoß im Zentrum an. Gegen 11 Uhr vormittags traten die französischen Divisionen Tharreau, Claparède und St. Hilaire zum Durchbruch der Linien der österreichischen Korps Bellegarde und Hohenzollern an. Zum Nachstoßen wurde dahinter die Kavalleriedivision unter General Nansouty versammelt und die Infanteriedivision Demont in der Au als Reserve herangezogen. Die Angriffskolonnen des Marschalls Lannes drangen vor und drohten, das österreichische Zentrum zu durchbrechen. Erzherzog Karl stellte sich, eine Fahne des weichenden Bataillons Zach ergreifend, selbst an die Spitze der im Abschnitt des 2. Korps wankenden Truppe, seinen Generaladjutanten Oberst Graf Colloredo traf eine Kugel tödlich am Kopf.
Eilig rückten die beiden in Breitenlee zurückgehaltenen Grenadier-Divisionen unter FML von Lindenau und d’Aspre aus ihrer Reservestellung heran, um das bedrängte österreichische Zentrum mit 8000 Mann zu verstärken. Im Zentrum der Schlacht tobte ein heftiges Artillerieduell, wobei der Divisionsführer General Saint-Hilaire tödlich verwundet wurde. Nachdem Napoleon erfahren hatte, dass auch seine rückwärtige Pontonbrücke am Stadtlerarm in der Lobau von österreichischen Pionieren unterbrochen worden war, konnte er mit der eingeplanten Verstärkung durch das 3. Korps unter Marschall Davout nicht mehr rechnen.
Das Dorf Eßling zu stürmen, gelang den Truppen unter Rosenberg trotz größter Bemühungen nicht; die französische Division hielt eisern stand. Bei diesen Kämpfen spielte der Besitz des gemauerten, dreistöckigen Schüttkastens, der den Ort beherrschte und vor der Artillerie eine gute Deckung bot, eine wichtige Rolle. Der Gegenangriff der Füsiliere der Kaisergarde unter General Mouton auf das Dorf Eßling trug wesentlich zur Rettung des größtenteils in den Donauauen zusammen-gedrängten französischen Heers bei. Marschall Lannes, der am zweiten Tag den Angriff im Zentrum führte, hatte die Verteidiger Eßlings laufend mit Truppen verstärkt. Um 16.00 Uhr nachmittags stoppten die Kämpfe auf dem französischen rechten Flügel, nachdem Erzherzog Karl den Truppen unter Bellegarde und Hohenzollern den Rückzug befohlen hatte. Der Marschall übergab Oudinot die vertretende Führung und begab sich gegen 17:00 Uhr zur Anfeuerung seiner Truppen an den rechten Flügel. Eine Stunde darauf erhielt er bei Eßling eine tödliche Verwundung durch feindlichen Artilleriebeschuss.
Endlich wurden die Franzosen mit Unterstützung einer Kavallerieeinheit unter dem hochdekorierten und als kühn bekannten Major Karl Wilhelm von Scheibler doch noch aus Eßling hinaus getrieben. Am anderen Flügel hatte schon vorher auch FML Hiller im Zusammenwirken mit General Bianchi die abschließende Erstürmung von Aspern erreicht. Napoleon konnte sich auf dem linken Donauufer nicht mehr halten und ordnete den nächtlichen Rückzug an. Die Franzosen wurden bis in die Au zurückgedrängt. Marschall Masséna verblieb zur Deckung der Hauptmacht mit seiner Nachhut bis Mitternacht zwischen Aspern und Eßling stehen und ließ die Brücke am Stadlerarm abtragen. Er leitete den Rückzug über die Lobau so geschickt, dass dem Feind nur wenige Trophäen zurückgelassen wurden. Erzherzog Karl war sich seines taktischen Sieges in der Nacht noch gar nicht sicher und rechnete für den nächsten Tag mit einem neuerlichen Angriff der Franzosen.

## Folgen

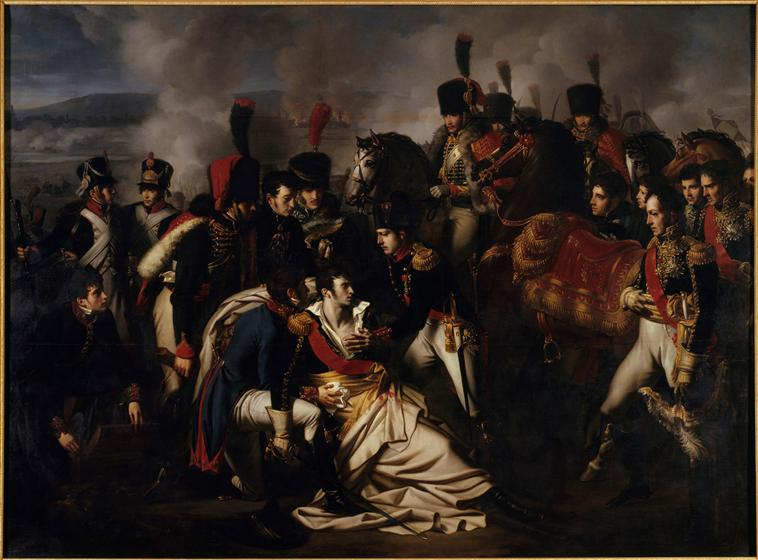
Albert Paul Bourgeois: Der Tod von Marschall Lannes

Die Verluste der Österreicher betrugen etwa 23.300, die der Franzosen gegen 27.000 Mann. Eine Kanonenkugel hatte Marschall Jean Lannes, Duc de Montebello, an beiden Beinen schwer verletzt. Ein Bein wurde noch notdürftig amputiert, aber er erlag schließlich am 31. Mai in Kaiserebersdorf dem aufgetretenen Wundbrand. In seinem Bulletin stellte Napoleon den Schlachtverlauf so dar, dass er den Feind völlig zurückgeschlagen, die Schlacht mitten im Sieg freiwillig abgebrochen habe und erst am 23. den Rückzug befohlen habe. Aber die Wahrheit drang doch durch und rief in Paris Beunruhigung, in Tirol und Norddeutschland neue Hoffnungen und den Glauben an Preußens Beitritt zur Allianz gegen Napoleon hervor.

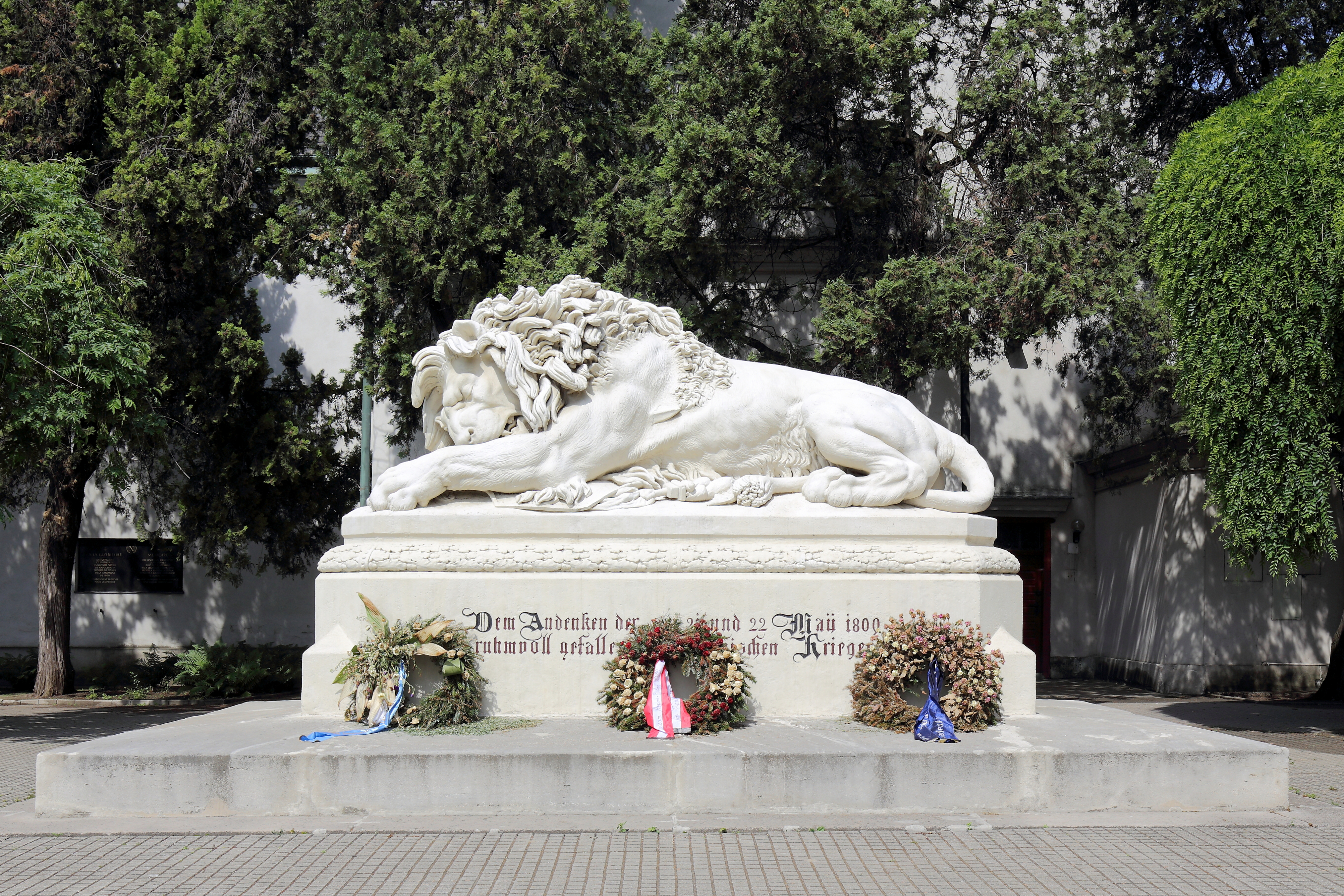
Der Löwe von Aspern von Anton Dominik v. Fernkorn auf dem Asperner Heldenplatz

Den Sieg auszunutzen, rasch an das rechte Ufer überzugehen und die erschöpften Franzosen, bevor sie Verstärkungen erhielten, zu vernichten, wagte Erzherzog Karl bei der Erschöpfung seiner Truppen und deren Mangel an Munition nicht. Er blieb im Marchfeld stehen und begnügte sich mit dem Ruhm, den Nimbus der vermeintlichen Unüberwindlichkeit Napoleons in offener Feldschlacht erschüttert zu haben. Napoleon konnte nach der Ankunft seiner italienischen Truppen unter Eugène de Beauharnais Anfang Juli seine zahlenmäßige Unterlegenheit ausgleichen und die österreichische Hauptarmee am 5. und 6. Juli in der Schlacht bei Wagram doch noch entscheidend schlagen und so zum Frieden zwingen.
Masséna erhielt in der noblesse impériale den Titel eines Fürsten von Essling, der an die Schlacht erinnern sollte, Mouton den eines Comte de Lobau.